# Patrick Ewing
Patrick Aloysius Ewing, (* 5. srpna 1962 Kingston, Jamajka) je bývalý americký profesionální basketbalista. Narodil se v Kingstonu na Jamajce , Ewing vynikal v kriketu a fotbalu. Když mu bylo 11 let, odstěhovali se do Spojených států, usadil se v Cambridge, Massachusetts . Hrát basketbal se učil na Cambridge Rindge. Dostal se na Georgetown University ve Washingtonu, DC. Během jeho působení vyhrála Georgetownská univerzita titul NCAA v roce 1984 kdy složila reparát po neúspěšném tažení z roku 1982 kde Georgetown podlehla ve finále univerzitě North Carolina vedené Michaelem Jordanem a Jamesem Worthym. Hned v prvním roce v NBA byl zvolen jako nováček roku. Byl celkem 11krát vybrán do All-star game.
Ewing je dvojnásobný olympijský vítěz – poprvé v roce 1984 v době, kdy ještě hrál za univerzitu, podruhé jako člen Dream Teamu v roce 1992.
S jeho osobou je spojena relativně úspěšná éra v historii týmu New York Knicks, kde hrál od vstupu do NBA v roce 1985 do roku 2000. V tomto roce byl vyměněn do Seattle Supersonics a po další sezóně v Orlando Magic roku 2002 ukončil svou kariéru. Hned následující rok Knicks rozhodli, že číslo 33 na dresu New Yorku již nikdo jiný neponese.
Následujících několik letech pracoval jako asistent trenéra nejprve ve Washington Wizards, později u Houston Rockets. Nyní je asistentem trenéra v místě svého posledního hráčského působiště, tedy v Orlandu Magic.
Za 1183 zápasů v NBA nastřílel celkem 24815 bodů, což znamená průměrnou produktivitu 21,0 bodu na zápas.
Pro rok 2007 byl Patrick Ewing nominován na vstup do basketbalové Síně slávy. A 7. dubna 2008 ve Springfieldu v Massachusetts do ní byl slavnostně uveden. (Basketball Hall of Fame).
Byl ESPN vyhlášen 16. nejlepším hráčem pocházejícím z kolejního basketbalu v historii. A byl vybrán mezi 50 nejlepších basketbalistů vůbec.